# 동아시아 박물관 (쾰른)
동아시아 박물관(독일어: Museum für Ostasiatische Kunst)은 독일 쾰른에 위치하며, 1913년에 아돌프 피셔(Adolf Fischer, 1856년 ~ 1914년)가 설립한 동아시아 전문 박물관이다. 독일의 박물관 중에서 마인츠의 구텐베르크 인쇄 박물관과 함께 한국실이 있는 박물관이다. 쾰른 동아시아 박물관의 한국실은 1995년 국제교류재단의 지원으로 설치되었다.